# Гай Кальпурній Пізон (консул 67 року до н. е.)
Гай Кальпу́рній Пізо́н (112 — 60 роки до н. е.) — політичний та військовий діяч Римської республіки.

## Життєпис
Походив з впливового плебейського роду Кальпурніїв. Про родину його мало відомостей. У 70—х роках до н. е. був арбітром у майновій суперечці Квінта Росція Галла та Гая Фаннія Хереї. У 72 році до н. е. обирається міським претором. Вдовольнив позов багатодітного батька стосовно сина, всиновленого іншою особою. У 69 році до н. е. захищав Секста Ебуція у земляній суперечці з Авлом Цециною.
У 67 році до н. е. обирається консулом (разом з Манієм Ацилієм Глабріоном). У ході виборів займався масовим підкупом виборців. За це Пізона було притягнуто до суду, втім виправдано завдяки підкупу суддів. Виступав проти закону Габінія щодо надання імперія Гнею Помпею для боротьби із піратами. За наполягання сенату Кальпурній склав альтернативний законопроєкт щодо покарання за підкуп виборців, щоб не допустити прийняття суворішого законопроєкта народного трибуна Корнелія.
У 66 році до н. е. отримав провінції Цизальпійську та Трансальпійську Галлії, якими керував до 65 року до н. е. За цей час придушив повстання галльського племені аллоброгів, сформувавши для цього новий легіон (надалі отримав ім'я Legio X Veneria). Після цього брав участь у придушенні змови Луція Сергія Катиліни, підтримавши Марка Тулія Ціцерона. Помер незабаром після цих подій.